# Banjska (Zvečan)
Pour les articles homonymes, voir Banjska.
Banjska en serbe latin et Banjskë en albanais (en serbe cyrillique : Бањска) est une localité du Kosovo située dans la commune/municipalité de Zvečan/Zveçan, district de Mitrovicë/Kosovska Mitrovica. Selon des estimations de 2009 comptabilisées pour le recensement kosovar de 2011, elle compte 350 habitants, dont une majorité de Serbes.

## Histoire
Sur le territoire du village se trouve le monastère orthodoxe serbe de Banjska fondé par le roi Stefan Milutin au début du XIVe siècle et inscrit sur la liste des monuments d'importance exceptionnelle de la république de Serbie.

## Démographie

### Évolution historique de la population dans la localité
| 1948 | 1953 | 1961 | 1971 | 1981 | 1991 | 2009 |
| ---- | ---- | ---- | ---- | ---- | ---- | ---- |
| 81   | 129  | 253  | 308  | 355  | 331  | 350  |

|  |